# Stadttheater Meran

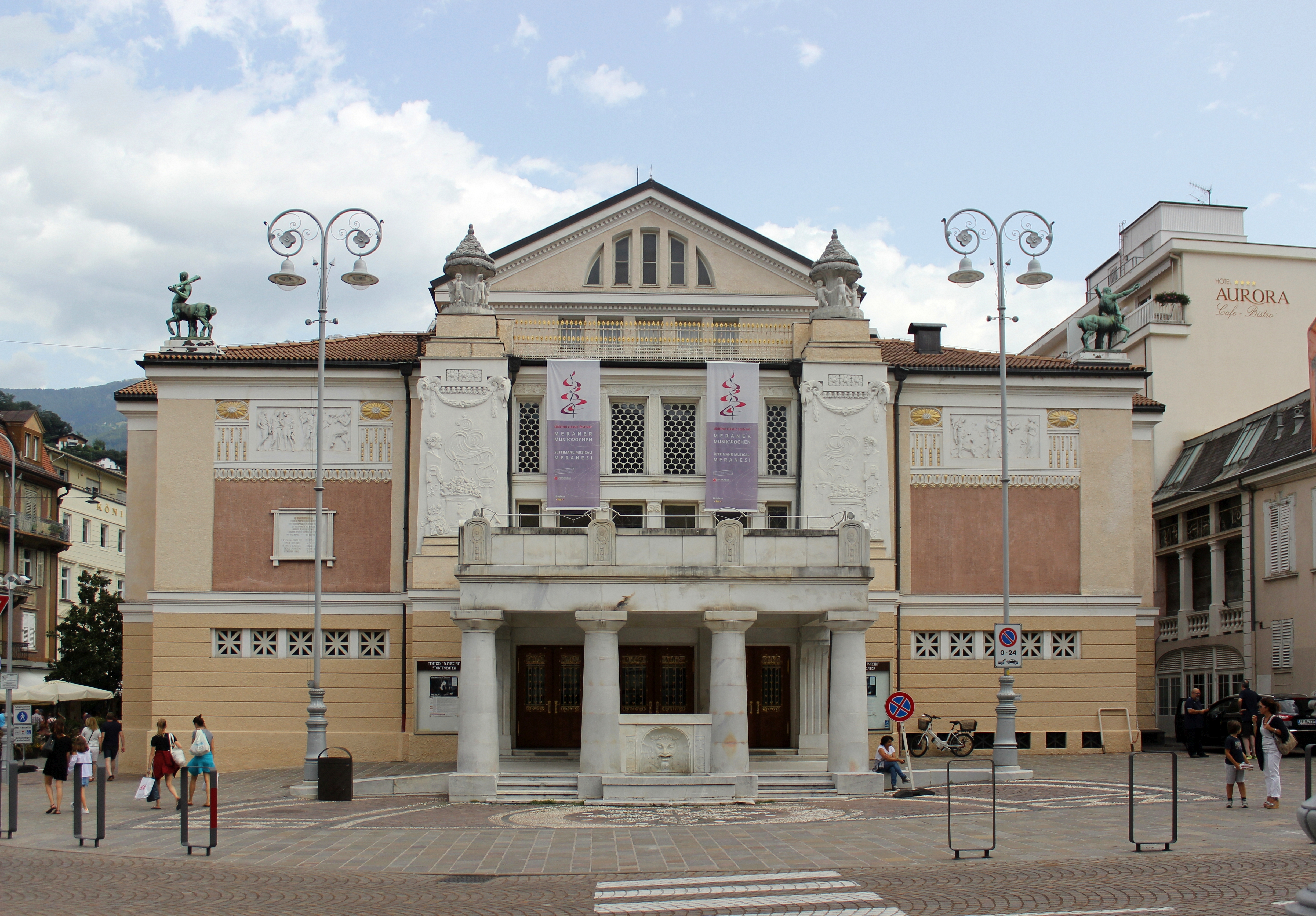
Das Stadttheater Meran

Das vom Münchener Architekten Martin Dülfer im Jugendstil entworfene Stadttheater Meran wurde 1900 eröffnet.

## Geschichte

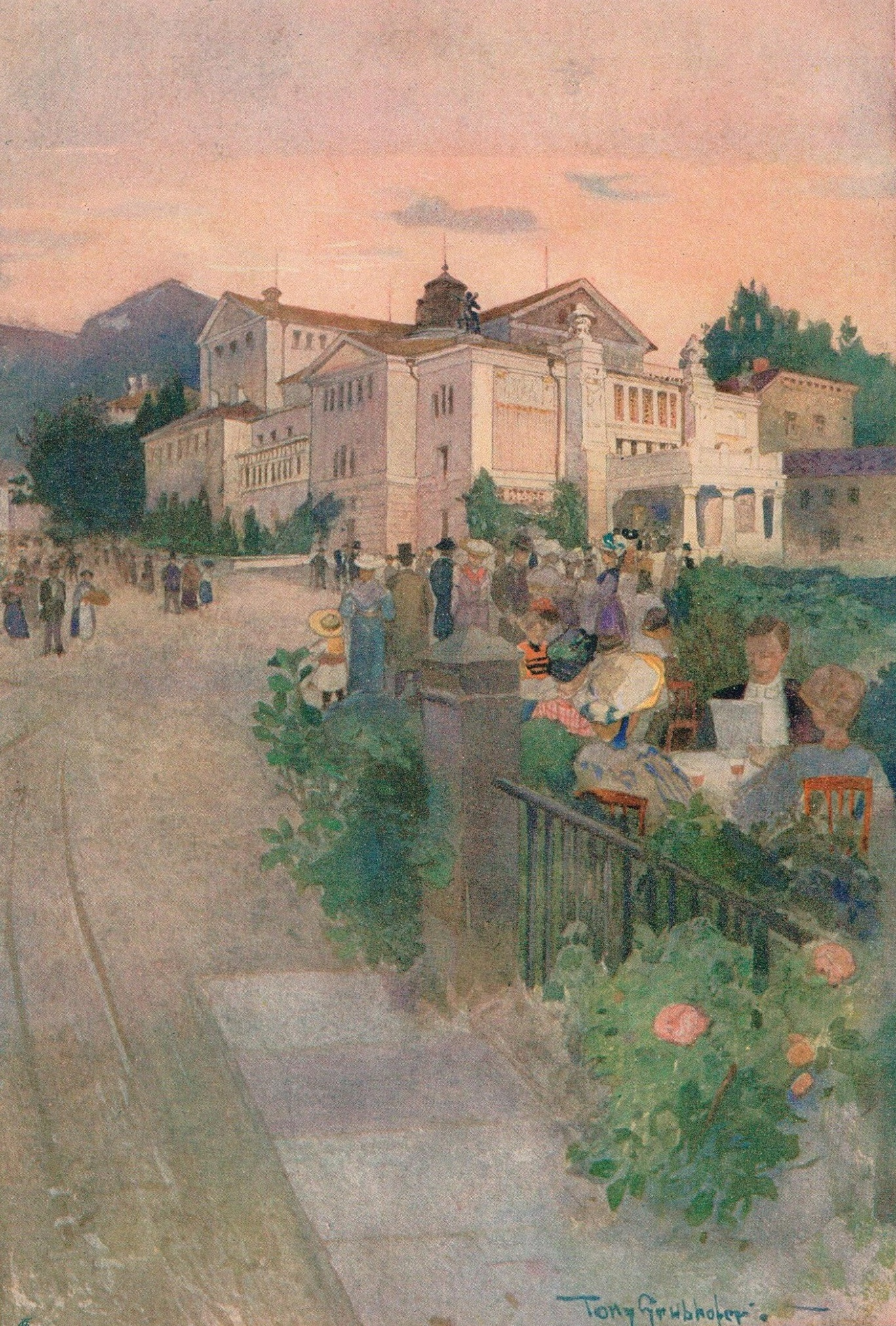
Das Meraner Stadttheater in einer Gouache von Tony Grubhofer, frühes 20. Jh.

Um Meran als Kurort attraktiver zu machen, beabsichtigte seit 1884 ein eigens gegründetes Theaterbaukomitee, ein repräsentatives Theater zu errichten. Nach der Klärung von Finanzierungs und Standortfragen wurde ein Bewerb ausgeschrieben, den der Münchner Architekt Martin Dülfer gewann. Die Ausführung besorgte Pietro Delugan. Die Baukosten beliefen sich auf 240.000 Gulden.
Die Eröffnung fand am 1. Dezember 1900 statt. Unter den Gästen befand sich auch Hermann Sudermann. Für die Heimfahrt der Besucher der Abendvorstellung boten sowohl die Überlandstraßenbahn Lana–Meran als auch die städtische Straßenbahn Meran nach regulärem Betriebsschluss spezielle Theaterwagen an. Bis 1915 fanden pro Saison über 200 Aufführungen statt. Kriegsbedingt wurde das Theater in jenem Jahr geschlossen.
Nach dem Ende des Ersten Weltkriegs blieben die Touristen aus, erst in den 1920er Jahren eröffnete das Theater wieder. 1937 wurde das Stadttheater im Zuge der Italianisierungsmaßnahmen des Faschismus in Teatro Puccini umbenannt. Im selben Jahr dirigierte Riccardo Zandonai hier seine Oper Francesca da Rimini.
In den 1960er Jahren wurde das Theater als Kino genutzt. Nach einem Brand beschloss die Stadtverwaltung, das Theater renovieren zu lassen. Das ursprüngliche äußere Erscheinungsbild sollte erhalten bleiben, im Inneren waren insbesondere die Bühnentechnik und die Bestuhlung zu erneuern. Die inzwischen zerstörten, von Georg Schreyögg gefertigten Puttengruppen an der Fassade wurden durch Repliken ersetzt.
1978 fand die Neueröffnung statt, 1980 wurde das Theater unter Denkmalschutz gestellt.
Seit 1993 liegt die Leitung beim Meraner Stadttheater- und Kurhausverein. Aus dem historischen Fundus wird ein Kostümverleih angeboten.
2024/25 wurde der Theaterraum dank einer behutsamen, konservativen Renovierung auf sein ursprüngliches, dem Jugendstil verpflichtetes Erscheinungsbild zurückgeführt.